# معركة الحسكة (2015)
بدأت معركة الحسكة (2015) كهجوم في محافظة الحسكة خلال الحرب الأهلية السورية، التي حاول فيها تنظيم الدولة الإسلامية في العراق والشام (داعش) الاستيلاء على مدينة الحسكة، التي قسمت إلى منطقتين منفصلتين من قبل القوات المسلحة السورية ووحدات حماية الشعب الكردية. في 17 يوليو، استولت القوات التي يقودها وحدات حماية الشعب على جميع الطرق والقرى المحيطة بالحسكة، وهي تحاصر مقاتلي تنظيم الدولة الإسلامية في العراق والشام بالكامل الذين لا زالوا داخل المدينة. في 28 يوليو، طردت القوات التي تقودها وحدات حماية الشعب والجيش السوري تنظيم الدولة الإسلامية من معظم الحسكة مع استمرار وجود اثنين من الجيوب التابعة لتنظيم الدولة الإسلامية في العراق والشام بالقرب من منطقة الزهور والمدخل الجنوبي. في 1 أغسطس، تم تطهير المدينة بالكامل من مقاتلي تنظيم الدولة الإسلامية في العراق والشام.

## معلومات أساسية
وفي 30 مايو 2015، وبعد أن تعرضت قوات تنظيم الدولة الإسلامية في العراق والشام للانهيار في محافظة الحسكة الغربية، شنت القوات هجوما على الجزء الذي تسيطر عليه الحكومة السورية من مدينة الحسكة. وعلى الرغم من أن وحدات الحماية الكردية بقيت خارج الصراع في البداية، إلا أنها انضمت في نهاية المطاف إلى الصراع في 5 يونيو، بعد أن وصل تنظيم الدولة الإسلامية في العراق والشام إلى البوابة الجنوبية من المدينة، بعد اتخاذ قرار بأن وحدات حماية الشعب سيتم الاعتراف بها كقوة مقاتلة أساسية في المدينة. في 8 يونيو 2015، طرد تنظيم الدولة الإسلامية في العراق والشام من مدينة الحسكة، وتمكنت قوات الجيش السوري من إنشاء منطقة عازلة تبلغ مساحتها 12 كيلومترا (7.46 مي) حول الجزء الجنوبي من مدينة الحسكة.

## المعركة

### الهجوم الهجومي لتنظيم الدولة
وفي 23 يونيو، استهدف ثلاثة أو أربعة من المفجرين الانتحاريين مجمع الأمن التابع للجيش السوري، ونقطة تفتيش عسكرية بالقرب من مستشفى للأطفال، ومركز شرطة لوحدات حماية الشعب التابعة للجيش في الجزء الذي يسيطر عليه الأكراد في المدينة. قتل عشرة جنود من الحكومة السورية في الهجمات. بعد يومين، بدأ تنظيم الدولة الإسلامية في العراق والشام هجوما على الأجزاء التي تسيطر عليها الحكومة السورية من المدينة، بعد تفجير عبوة ناسفة بالقرب من نقطة تفتيش عند المدخل الجنوبي، والاستيلاء على مجاوحي النشوة والشريعة، ومستشفى الأطفال، وكلية التعليم. في وقت لاحق، جلب الجيش السوري تعزيزات في محاولة لمواجهة الهجوم، في حين قام التنظيم بتفجير سيارة مفخخة ثانية بسيارة مفخخة.
وفي 26 يونيو، تمكن التنظيم من دخول الأجزاء الجنوبية الشرقية من المدينة، في حين قتل ما لا يقل عن 20 جنديا من الجيش السوري بعد أن قام التنظيم بتفجير اثنتين من الأجهزة المتفجرة المرتجلة في مبنى الأمن الجنائي، مما أدى إلى تدمير أجزاء كبيرة منه. في اليوم نفسه، شنت قوات تنظيم الدولة الإسلامية في العراق والشام هجوما على المناطق التي تسيطر عليها الحكومة السورية في شرق جبال عبد العزيز التي يسيطر عليها الأكراد، واستولت على الأراضي من قرية العباد إلى الجنوب من الحرامه، غرب مدينة الحسكة.
وفي 27 يونيو، انخرطت وحدات حماية الشعب في المعركة من أجل مدينة الحسكة، حيث دعمت القوات الحكومية السورية المحلية بالقرب من قرية الحسين، في ضواحي حي غويريان. على الرغم من تعزيزات الحرس الجمهوري، تقدم تنظيم الدولة الإسلامية في العراق والشام بمزيد من التقدم إلى المدينة في ذلك اليوم. شن الجيش السوري هجوما مضادا بعد نشر 400 من جنود الحرس الجمهوري من دير الزور في الحسكة، في حين أعلن أسايش حظر التجول على المدينة. أفادت التقارير بأن الجيش السوري استعاد السيطرة على حي الليلية والممر الشرقي لحي النشوة.
وفي 28 يونيو، حقق تنظيم الدولة الإسلامية في العراق والشام مكاسب جديدة، واستولت على استاد غويران، ومقاطعتي العزيزية والغزال. في اليوم التالي، تقدمت القوات الحكومية السورية باتجاه مقاطعة النشوة، بعد أن دعت إلى تعزيزات جديدة، وأفادت التقارير بأنها استعادت السيطرة على حي غويران في وقت لاحق من ذلك اليوم. قتل ما لا يقل عن 12 جنديا من جنود الجيش السوري على أيدي ثلاثة انتحاريين، في حين قتل 9 من مقاتلي تنظيم الدولة الإسلامية في العراق والشام. ادعت ميليشيا وحدات حماية الشعب الكردية السورية أن تنظيم الدولة الإسلامية أطلق «قذائف كيميائية مؤقتة» تحتوي على غاز سام في مناطق في مدينة الحسكة، وفي مواقع وحدات حماية الشعب الكردية جنوب بلدة تل براك إلى الشمال الشرقي من مدينة الحسكة.
وفي 29 يونيو، زعم تلفزيون الدولة السوري أن قوات الحكومة السورية استعادت السيطرة على حي النشوة، في حين أكدت المنظمة أنها تمكنت من الاستيلاء على أجزاء من النشوة، ولكن القتال حول المنطقة استمر. وأكد مصدر أمني في دمشق أيضا استمرار القتال في المنطقة. في وقت لاحق من ذلك اليوم، أفادت صحيفة «مصدر نيوز» الموالية لسوريا بأن الجيش السوري استعاد ملعب غويران.

### هجوم مضاد للجيش السوري/وحدات حماية الشعب
وعلى مدى اليومين القادمين، تمكن الجيش السوري من استعادة معظم المناطق التي استولى عليها مقاتلو تنظيم الدولة الإسلامية في العراق والشام. بالإضافة إلى ذلك، أفادت التقارير بطرد وحدات حماية الشعب التابعة لتنظيم الدولة الإسلامية في العراق والشام من الأالعزيزية وسيطرتها على الحي وقريتي مارو وحمرا القريبة.
وفي 1 يوليو، جلب الجيش السوري تعزيزات جديدة، في حين فجر اثنان من الأجهزة المتفجرة المرتجلة داخل المدينة في الوقت الذي جدد فيه تنظيم الدولة الإسلامية في العراق والشام هجومه على مقاطعة غويران. في اليوم التالي، استعاد تنظيم الدولة الإسلامية في العراق والشام أرضه في حي من أحياء المدينة.
وفي 3 يوليو، قتل وجرح 11 من جنود الجيش السوري في تفجير انتحاري نفذه تنظيم الدولة الإسلامية في العراق والشام في المدينة. في اليوم نفسه، تقدم تنظيم الدولة الإسلامية في العراق والشام إلى نهر الخابور في جنوب غرب مدينة الحسكة، ليصل إلى الجزء الذي يسيطر عليه الأكراد والآشوريين في شمال الحسكة. بحلول ذلك الوقت، كان تنظيم الدولة الإسلامية في العراق والشام قد نشر أكثر من 500 4 مقاتل في مدينة الحسكة.
وبحلول 5 يوليو، شنت قوات وحدات الحماية الشعب المتمركزة في شرق جبال عبد العزيز هجوما باتجاه الشرق، واستولت على قرى متعددة استولى عليها تنظيم الدولة الإسلامية في العراق والشام من قوات الجيش السوري، في محاولة لقطع خط إمداد تابع لتنظيم الدولة الإسلامية في العراق والشام في مدينة الحسكة. كما قام التحالف بقيادة الولايات المتحدة بشن ضربتين جويتين بالقرب من الطريق السريع، دعما لتقدم وحدات حماية الشعب.
وفي 8 يوليو، أفادت التقارير بأن وحدات الجيش السوري سيطرت بالكامل على حي ليلى في مدينة الحسكة. في 10 يوليو، استولى تنظيم الدولة الإسلامية في العراق والشام على كلية الاقتصاد في الضواحي الجنوبية للمدينة، غير أن الجيش السوري استعاد جزءا منه في وقت لاحق من اليوم. أبلغ الجيش السوري أيضا بأنه استولى على الجزء الجنوبي الشرقي من حي النشوة.
وفي 10 يوليو، استولى مقاتلو تنظيم الدولة الإسلامية في العراق والشام على مساكن عسكرية في شرق حي الزساعة، وحاصر بالكامل قوات الجيش السوري في سجن الأحداث ومحطة توليد الكهرباء في جنوب مدينة الحسكة. وفي نفس الوقت تقريبا، تقدمت قوات وحدات حماية الشعب إلى الجنوب من الحملاح باتجاه الشرق نحو جسر العباد، واستولت عليه، وقطعت جزءا من طريق إمداد لتنظيم الدولة الإسلامية، إلى جنوب حي النشوة في منطقة الحسكة.
وفي 13 يوليو، استولى التنظيم على سجن الأناث، في الريف الجنوبي للمدينة، بعد أن حاصره لمدة أسبوع. 23 قتيلا و 11 مفقودا خلال محاولة للفرار، في حين تمكن 37 جنديا من الجيش SAA من الوصول إلى خطوط الحكومة السورية.
وفي 14 يوليو، أعلن الجيش السوري أنه أنهى المرحلة الأولى من العمليات العسكرية داخل العاصمة الإقليمية الحسكة، وقد دخل الآن المرحلة الثانية. وتألفت المرحلة الأولى من تعطيل تقدم التنظيم في مدينة الحسكة. وكان الهدف من المرحلة الثانية هو إعادة الاستيلاء على المنطقة الغربية من حي النشوة، جنبا إلى جنب مع الأراضي المتبقية في حي الزاعة تحت سيطرة تنظيم الدولة الإسلامية في العراق والشام (وهو دوار البانوراما). وكان الهدف من المرحلة الثالثة والأخيرة إعادة الاستيلاء على القرى المحيطة بمدينة الحسكة، وذلك من أجل بناء منطقة عازلة أخرى لمنع دخول مقاتلي تنظيم الدولة الإسلامية في العراق والشام من جديد إلى ديارهم.

### محاصرة وطرد تنظيم الدولة الإسلامية في العراق والشام
وفي 17 يوليو، استولت وحدات حماية الشعب الكردية على سجن الأحداث وكذلك محطة لتوليد الكهرباء، من تنظيم الدولة الإسلامية في العراق والشام، في إجراء يحاصر فعليا 200 1 مقاتل متبقي لتنظيم الدولة الإسلامية في العراق والشام في المدينة. سيطر مقاتلو وحدات حماية الشعب أيضا على القرى التي كان يسيطر عليها سابقا الجيش السوري إلى الغرب من مدينة الحسكة، مما ترك الجيش السوري يسيطر على مدينة الحسكة الوسطى فقط. وأدى ذلك إلى أن يحاصر تنظيم الدولة الإسلامية في العراق والشام بالكامل في مدينة الحسكة في جيب منفصل، وفي أحياء النشوة، والزهور، وأبو بكر، في الجنوب والجنوب الشرقي من مدينة الحسكة. بحلول 20 يوليو، قام الجيش السوري أيضا بطرد مقاتلي تنظيم الدولة الإسلامية في العراق والشام من مقاطعة غويريان.
وفي 21 يوليو، أفاد المرصد السوري لحقوق الإنسان بأن 13 من مقاتلي تنظيم الدولة الإسلامية في العراق والشام قتلوا في غارات جوية شنتها القوات الجوية السورية وفي الوقت نفسه، أفيد بأن وحدات حماية الشعب تقدمت، واستولت على الوطواطية والمناطق الريفية إلى الشمال من تل تانايير، وكذلك بعض المزارع الواقعة شمال باب الخير. كما حصل كل من الجبهة وغوزارتو على بعض الأراضي، واستولت على ثلاث لبنات بناء في حي الشريعة. وأفيد بأن قوات تنظيم الدولة الإسلامية في العراق والشام تحاصر الآن بالكامل داخل الحسكة.
وبحلول 23 يوليو، كانت القوات الكردية وحلفائها السريان يسيطرون إلى حد كبير على المدينة، بعد أن استعادت السيطرة على مناطقهم الخاصة، وكذلك المناطق التي كانت تسيطر عليها الحكومة السورية سابقا، من تنظيم الدولة الإسلامية في العراق والشام، فضلا عن السيطرة على معظم نقاط الدخول إلى المدينة. في ذلك اليوم، تقدم وحدات حماية الشعب وحلفاؤها نحو فوج الميلبية، بالإضافة إلى أخذ أجزاء من حي النشوة الغربي. ومن ناحية أخرى، تقدمت القوات الحكومية أيضا في حي غويران. في نهاية اليوم، تراجع تنظيم الدولة الإسلامية في العراق والشام باتجاه حي الشعياء، في حين حققت قوات الحماية الشعبية والقوات الحكومية السورية مكاسب جديدة في المدينة. في 24 يوليو، أفيد أيضا بأن قيادة تنظيم الدولة الإسلامية في العراق والشام في الشداد قد تخلت عن خطة لإنقاذ القوات المحاصرة لتنظيم الدولة الإسلامية في العراق والشام في مدينة الحسكة، بعد أن أوقفت وحدات حماية الشعب هجومين بالقنابل بمركبتين في الداودية والصلالية.
وبحلول 25 يوليو، سيطرت القوات الكردية والقوات المتحالفة معها على حي النوشة الغربي ووصلت إلى ضواحي حي الشريعة، في حين وصلت أيضا إلى شارع فلسطين في وسط المدينة. في الوقت نفسه، تقدمت قوات الحكومة السورية حول مدينة غويران الرياضية. في 26 يوليو، أفادت منظمة الدولة لحقوق الإنسان بأن قوات الحكومة السورية تمكنت من عزل وحدات تنظيم الدولة الإسلامية في مدينة الحسكة الجنوبية للفصل بين الوحدات التي تقاتل وحدات حماية الشعب في غرب نشوا من الوحدات التي تقاتل القوات الحكومية السورية في حي الزساعة، في الجزء الجنوبي من مدينة الحسكة. وأفيد بأن مئات اللاجئين المدنيين الذين فروا من المعركة في وقت سابق قد بدأوا الآن في العودة إلى ديارهم. وانخفضت سيطرة تنظيم الدولة الإسلامية في العراق والشام إلى 10 في المائة، حيث تسيطر قوات الحكومة السورية على 20 في المائة، وتقوم القوات الكردية وحلفاؤها الآن بتوسيع سيطرتها على معظم المدينة، حيث تسيطر هذه القوات على 70 في المائة المتبقية. في وقت لاحق من اليوم نفسه، أفادت منظمة الدولة لحقوق الإنسان بأن تنظيم الدولة الإسلامية في العراق والشام اقترب من الهزيمة في مدينة الحسكة، وأن ينخفض وجوده إلى جيب للمقاومة في حي الزهور. وقد خلفت الأيام الأخيرة من النزاع 271 قتيلا على الأقل من مقاتلي تنظيم الدولة الإسلامية في العراق والشام. في 28 يوليو، أفيد بأن تنظيم الدولة الإسلامية في العراق والشام قد هزم في نهاية المطاف بعد أن تمكنت قوات الحماية الشعبية والقوات الحكومية من الاستيلاء على الزاعة، التي قتلت 31 من مقاتلي تنظيم الدولة الإسلامية في العراق والشام. وقيل إنه لا يزال هناك عدد قليل من مقاتلي تنظيم الدولة الإسلامية في العراق والشام الذين حوصروا داخل الحي الغربي من حي النشوة، مع خرق جميع خطوط الإمداد المتاحة وعدم وجود أي مكان للهرب. في وقت لاحق في 28 يوليو، قامت وحدات حماية الشعب الكردية وقوات الجيش السوري تقريبا بتطهير حي الزهور مما أدى إلى دفع ما تبقى من مقاتلي تنظيم الدولة الإسلامية في العراق والشام إلى الضواحي الجنوبية للمدينة.
وفي 29 يوليو، شن التحالف الذي تقوده الولايات المتحدة غارات جوية على مواقع تنظيم الدولة الإسلامية في العراق والشام بالقرب من مدينة الحسكة.
وفي 30 يوليو، كان لا يزال هناك اثنان من جيوب تنظيم الدولة الإسلامية في العراق والشام في المدخل الجنوبي للمدينة وفي مقاطعة الزهور. حاول باقي مقاتلي تنظيم الدولة الإسلامية في العراق والشام ترسيخ أنفسهم داخل مبان بالقرب من مخيم إسكان الشباب، ولكنهم تعرضوا لمزيد من الاعتداءات، حيث قتل 20 مقاتلا على أيدي قوات وحدات حماية الشعب. وهكذا، تُرك المقاتلون المتبقون التابعون لتنظيم الدولة الإسلامية في العراق والشام بتوجيه إنذار نهائي ل«استسلامهم أو موتهم». وفي الوقت نفسه، قتل خمسة جنود وأصيب ثمانية آخرون بعد أن شن تنظيم الدولة الإسلامية في العراق والشام هجوما على الجزء الجنوبي من مدينة الحسكة. بحلول 31 يوليو، أحرزت قوات الحكومة السورية مزيدا من التقدم ضد تنظيم الدولة الإسلامية في العراق والشام. في اليوم التالي، بلغ عدد مقاتلي تنظيم الدولة الإسلامية في العراق والشام الذين قتلوا منذ 28 يوليو 25 مقاتلا.
واستمرت الاشتباكات في الضواحي الجنوبية حتى 1 أغسطس، وفي وقت لاحق من ذلك اليوم، أفيد بتأمين المدينة من تنظيم الدولة الإسلامية في العراق والشام، بعد أن استولت قوات الجيش السوري/وحدات حماية الشعب على آخر معقل لها في منطقة الزهور. في اليوم نفسه، أصدرت وحدات حماية الشعب والجيش السوري بيانات صحفية تفيد بأنهما أمنت المدينة بالكامل من تنظيم الدولة الإسلامية في العراق والشام. ذكرت وحدات حماية الشعب أيضا أن أقرب موقع لتنظيم الدولة الإسلامية في العراق والشام إلى مدينة الحسكة قد تم دفعه إلى مسافة 4 كيلومتر (2.49 ميل) من ضواحي المدينة.

## أعقابه

الوضع بعد عام من معركة الحسكة (2015)، في أغسطس 2016.

وقد خلفت المعركة ضد تنظيم الدولة الإسلامية في العراق والشام عدة مناطق من مدينة الحسكة تحت الأنقاض، بسبب القصف والقصف المدفعين.
وفي 3 أغسطس، أكدت مصادر بالحكومة السورية أن المدينة تم تطهيرها بالكامل من مقاتلي الدولة الإسلامية في العراق والشام. وذكرت المصادر أيضا أن الحكومة السورية ووحدات حماية الشعب بدأت الآن مفاوضات لإعادة توزيع الأراضي المتنازع عليها التي استولى عليها أي من الطرفين خلال المعركة. وحتى الآن، أدت المفاوضات إلى قيام الحكومة السورية بتسليم السيطرة على مدرسة إلى وحدات حماية الشعب. في ليلة 3 أغسطس، استولت القوات التي يقودها وحدات حماية الشعب الكردية على أراض زراعية من تنظيم الدولة الإسلامية في العراق والشام بالقرب من قرية راجمان، إلى الجنوب الشرقي من مدينة الحسكة، في عملية تطهير.
وفي 11 أغسطس، شن التحالف الذي تقوده الولايات المتحدة غارة جوية على قرية شرقي مدينة الحسكة تفجير مبنى كان يستخدمه تنظيم الدولة الإسلامية في العراق والشام لعقد اجتماع قتل فيه أكثر من 50 من مقاتلي تنظيم الدولة الإسلامية في العراق والشام. في 12 أغسطس، أفادت التقارير بأن تنظيم الدولة الإسلامية في العراق والشام أطلق النار علنا على أكثر من 90 فردا من أعضائه عقابا لهم على الفرار من ميدان المعركة وأعدمهم. وادعى تنظيم الدولة الإسلامية في العراق والشام أن فرار المقاتلين كان السبب الرئيسي لخسارة تنظيم الدولة الإسلامية في العراق والشام في معركة الحسكة. أفادت التقارير في 16 أغسطس بأن تنظيم الدولة الإسلامية في العراق والشام قد أعدم أربعة آخرين من مقاتليه، بدعوى تعاونهم المزعوم مع تحالف قوة المهام المشتركة – عملية العزم الصلب.

## وصلات خارجية
- Operation Inherent Resolve airstrike updates
- ISIL frontline maps (Syria) نسخة محفوظة 26 يوليو 2015 على موقع واي باك مشين.
- Al-Hasakah city frontline maps نسخة محفوظة 2 أغسطس 2015 على موقع واي باك مشين.